# Paulina Grassl
Paulina Grassl (11 maggio 1994) è un'ex sciatrice alpina svedese.

## Biografia
Specialista delle prove tecniche attiva dal dicembre del 2009, Paulina Grassl ha esordito in una gara FIS il 5 dicembre 2009 a Funäsdalen, classificandosi 8ª in uno slalom gigante, e il 27 gennaio 2010 a Gressoney-La-Trinité in slalom speciale, senza qualificarsi per la seconda manche; convocata per i Mondiali juniores di Roccaraso 2012, ha conquistato la medaglia d'argento nello slalom speciale. Il 19 gennaio 2013 ha ottenuto il primo podio in Coppa Europa, il 2º posto nello slalom speciale di Schruns vinto dalla connazionale Charlotta Säfvenberg; pochi giorni dopo, il 27 gennaio, ha debuttato in Coppa del Mondo, non completando lo slalom speciale di Maribor. Ha conquistato l'ultimo podio in Coppa Europa il 25 novembre 2013 a Levi in slalom speciale (3ª) e ha preso per l'ultima volta il via in Coppa del Mondo il 5 gennaio 2014 a Bormio nella medesima specialità, senza completare la prova (non ha portato a termine nessuna delle 5 gare nel massimo circuito cui ha preso parte); si è ritirata durante la stagione 2021-2022 e la sua ultima gara è stata uno slalom speciale FIS disputato il 18 febbraio a Sunne. Non ha preso parte a rassegne olimpiche o iridate.

## Palmarès

### Mondiali juniores
- 1 medaglia:
  - 1 argento (slalom speciale a Roccaraso 2012)

### Coppa Europa
- Miglior piazzamento in classifica generale: 23ª nel 2013
- 3 podi:
  - 1 secondo posto
  - 2 terzi posti

### Campionati svedesi
- 3 medaglie:
  - 1 oro (slalom parallelo nel 2012[1])
  - 2 bronzi (combinata nel 2016; slalom speciale nel 2017)

### Campionati svedesi juniores
- 1 oro (slalom speciale nel 2012)[senza fonte]